# Хилкрест Хајтс (Мериленд)
Хилкрест Хајтс (енгл. Hillcrest Heights) насељено је место без административног статуса у америчкој савезној држави Мериленд.

## Демографија
По попису из 2010. године број становника је 16.469, што је 110 (0,7%) становника више него 2000. године.
| Група             | 2000.          | 2010.          |
| Белци             | 711 (4,3%)     | 356 (2,2%)     |
| Афроамериканци    | 15.243 (93,2%) | 15.264 (92,7%) |
| Азијати           | 58 (0,4%)      | 74 (0,4%)      |
| Хиспаноамериканци | 182 (1,1%)     | 588 (3,6%)     |
| Укупно            | 16.359         | 16.469         |